# Семенченко, Галина Павловна
Гали́на Па́вловна Семе́нченко (6 октября 1909, Санкт-Петербург — 12 января 2011, там же) — советская и российская певица, актриса оперетты, Заслуженная артистка РСФСР (1991).

## Биография
Родилась 6 октября 1909 года в Санкт-Петербурге в дворянской семье Потомственного почётного гражданина Санкт-Петербурга Павла Федоровича Семенченко и его жены Марии Александровны. Поступила в хореографическую школу (ныне Академия русского балета им. А. Я. Вагановой), где её педагогом была Агриппина Ваганова, а соученицей Галина Уланова. Впервые вышла на сцену Мариинского театра ещё ученицей в 1919 году в балетном дивертисменте оперы П. И. Чайковского «Пиковая дама» в образе ангелочка и танцевала в паре с Галиной Улановой.
Брала уроки вокального искусства у итальянского педагога М. Э. Феррари, затем у профессора консерватории Е. А. Муравьёва. Сначала работала в Мюзик-холле, затем с 1929 года в Ленинградском театре музыкальной комедии, где она проработала более 30 лет и исполнила 42 партии («Сильва», «Гейша», «Бал в Савойе», «Холопка»), а её дебютным был спектакль «Фиалка Монмартра».
В годы Великой Отечественной войны Галина Павловна все 900 дней блокады Ленинграда жила и работала в осаждённом городе. Театр Музкомедии не прекращал свою работу, и после спектаклей певица ездила с фронтовыми бригадами, которые выступали не только в городе, но и в эвакуационных пунктах и на линии фронта. Всего более ста концертов дала она за всю войну, за что заслужила от зрителей неофициальное звание «королевы военно-шефских концертов». Служила в частях МПВО.
После войны много пела в Музкомедии, работала на эстраде, в «Ленконцерте». Организовала небольшой коллектив, с которым давала концерты в домах престарелых и инвалидов, затем в 1994 году стала солисткой общественного благотворительного театра «Родом из блокады». За свою долгую жизнь она спасла десятки брошенных и искалеченных кошек, собак и голубей.
6 октября 2009 года на сцене «Дома актёра имени К. С. Станиславского» на Невском проспекте состоялся юбилейный вечер Галины Семенченко, посвященный её 100-му дню рождения. На нём присутствовала сама певица, был показан фильм «Браво, Перикола!», а также звучали арии в исполнении Семенченко.
Скончалась 12 января 2011 года в Санкт-Петербурге. Похоронена на Большеохтинском кладбище.

## Семья
- Муж — Юрий Павлович Швец (1902—1972) — художник-постановщик, работавший в кино.
  - Сыновья — художники  Касьян (1936—2018) и Платон (1938—2021).

## Награды и премии
- Награждена медалями «За оборону Ленинграда» и «В память 300-летия Санкт-Петербурга».
- Заслуженная артистка РСФСР (2 декабря 1991 года) — за заслуги в области музыкального искусства[3].
- Лауреат международной премии «Древо жизни».

## Факты
- Во время войны в один из Дней раненого бойца, выступая в госпиталях, Семенченко спела за один день 67 раз[4]
- 9 мая 1945 года Семенченко пела в праздничном концерте на ступенях городской Биржи[4]
- Спасенный ею голубь много сезонов участвовал в опере «История Кая и Герды» на сцене Кировского (ныне Мариинского) театра[5]